# Спортінг (Брава)
Спортінг Клубе да Брава або просто Спортінг (Брава) (порт. Sporting Clube da Brava) — аматорський кабовердійський футбольний клуб з міста Нова Сінтра, на острові Брава.

## Історія
Клуб було засновано у 1988 році, має однакову зі лісабонським Спортінгом форму та логотип.
Їх перша перемога в чемпіонат острову відбулася в 2014 році, тоді ж клуб вперше потрапив до національного Чемпіонату, «Спортінг» виграв своє друге поспіль острівне чемпіонство в 2015 році і вдруге вийшов до національного Чемпіонату. Найкращим досягненням «Спортінгу» в національному Чемпіонаті було 5-те місце, загалом команда зіграла 10 матчів без жодної перемоги, забила усього 8 голів та набрала лише три очки. Свій перший відкритий чемпіонат клуб виграв у 2013 році, а другий поспіль «Спортінг» здобув у 2014 році, їх перша перемога в Суперкубку острова була здобута в 2014 році, тільки острівний кубок вони ніколи не вигравали.

## Форма
Їх форма практично не відрізняється від форми клубу Спортінг (Прая), вона складається зі зеленої смугастої футболки, зелених шортів та зелених смугастих шкарпеток для домашніх ігор; зеленої футболки, чорних шортів та жовтих шкарпеток для виїзних матчів.

## Досягнення
- Чемпіонат острова Брава з футболу: 2 перемоги

2014, 2015
- Суперкубок острова Брава з футболу: 1 перемога

2014
- Відкритий Чемпіонат острова Брава з футболу: 2 перемоги

2013, 2014

## Історія виступів у лігах та кубках

### Національний чемпіонат
| Сезон    | Див.     | Міс.     | Іг. | В | Н | П | ЗМ | ПМ | РМ  | О | Кубок | Примітки    | Плей-оф        |
| -------- | -------- | -------- | --- | - | - | - | -- | -- | --- | - | ----- | ----------- | -------------- |
| 2014     | 1A       | 6        | 5   | 0 | 2 | 3 | 3  | 13 | -9  | 2 |       | Не пробився | Не брав участі |
| 2015     | 1B       | 5        | 5   | 0 | 1 | 4 | 5  | 16 | -11 | 1 |       | Не пробився | Не брав участі |
| Загалом: | Загалом: | Загалом: | 10  | 0 | 3 | 7 | 8  | 29 | -20 | 3 |       |             |                |

### Чемпіонат острова
| Сезон   | Див. | Міс. | Іг. | В  | Н | П | ЗМ | ПМ | РМ  | О  | Кубок | Суперкубок | Примітка                          |
| ------- | ---- | ---- | --- | -- | - | - | -- | -- | --- | -- | ----- | ---------- | --------------------------------- |
| 2013-14 | 2    | 1    | 12  | 10 | 2 | 0 | 39 | 11 | +28 | 32 |       | Переможець | Вихід до національного Чемпіонату |
| 2014-15 | 2    | 1    | 12  | 8  | 4 | 0 | 34 | 4  | +25 | 28 |       |            | Вихід до національного Чемпіонату |

## Деякі статистичні дані
- Найкращий рейтинг: 5-те місце (національний чемпіонат)
- Загальна кількість забитих м'ячів: 8 (національний чемпіонат)
- Загальна кількість набраних очок: 3 (національний чемпіонат)